# 叶库蒂尔·亚当
叶库蒂尔·亚当（希伯來語：‎，1927年11月3日—1982年6月10日）是以色列将军和以色列国防军前副参谋长。 他在第五次中东战争中陣亡。